# GAZ-M20 ポピェーダ
M20ポピェーダ（M20 Pobeda、ロシア語: М20Победа、Победа）は、ソビエト連邦（ソ連）の国営自動車工場GAZによって開発され、1946年から1958年まで生産された中型乗用車である。
愛称「ポピェーダ」（文献によっては「ポペーダ」「ポベーダ」）は「勝利者」の意味で、1945年に大祖国戦争（独ソ戦）に勝利したばかりの、当時のソ連における国威発揚的な意義があった。
生産台数は23万台を超え、完全自国開発のオリジナルな乗用車としてはソ連で初めて大量生産されたモデルとなった。また前輪独立懸架とモノコック構造を採用し、絶対的な性能や品質水準は劣ったが、多くの面で曲がりなりにも同時代の西ヨーロッパ車（欧州車）に比肩するスペックを獲得した。以後GAZが開発していった上級モデルの「M12・ZIM」（1949年 - 1959年。ロシア語版・英語版）や後継モデルの「M21・ヴォルガ」（1956年 - 1970年。ロシア語版・英語版）に先立つ事例ともなり、ソ連における戦後の量産乗用車開発の基礎となった。
なお1951年からポーランドの国営工場FSO（Fabryka Samochodów Osobowych）でも「ワルシャワ」のネームでライセンス生産され、こちらの生産は1973年まで続行、ソ連のオリジナルを越える25万台以上が生産された。

## 開発と生産
GAZ（ゴーリキー自動車工場）は、1929年にアメリカのフォード・モーターと技術提携して以来、旧型フォードのボディをフォード社から譲り受け、「GAZ-A」（ロシア語版・英語版）「GAZ-M1」（ロシア語版・英語版）といったフォード・タイプの乗用車を、エンジンを共用する姉妹モデルのトラック共々生産した。大量生産の総本山とも言うべきフォードからの技術導入によって、GAZは1930年代からソ連におけるもっとも有力な量産自動車工場になっていた。
1930年代当時のフォード車は、創業者ヘンリー・フォードのポリシーにより、単純頑強な設計のシャーシを堅持しており、ソ連の悪路でも相当に耐久性があったが、横置きリーフスプリング支持の前後固定軸サスペンションをはじめとする旧弊な傾向も持ち合わせていた。このため、ソ連でフォードの中古生産設備を利用するかたちで生産された1930年代中期のモデルは、第二次世界大戦期には既にはなはだしく前時代化していた。また燃費も良いとは言えず、ソ連での燃料事情の悪さや、国際的な自動車技術の進歩をも考慮すると、より近代化された設計の後継モデルが求められるようになっていた、

### 開発過程
GAZにおけるM20ポピェーダの初期開発は、チーフエンジニアのアンドレイ・A・ライプハルト（Andrei A. Liphart）らにより、1943年から開始された。第二次世界大戦の東部戦線の戦況は、この頃から既にソ連側優位に傾きつつあり、戦闘による開発制約は厳しくなかった。1944年11月に最初のプロトタイプが完成している。

#### 基本構成
戦前のGAZ-M1に比べ、2世代ほども飛躍した技術進歩が盛り込まれ、走行性能と居住性を格段に改善した。
大きな特徴は、従来の機械式ブレーキよりも動作の安定する4輪油圧ブレーキ、ウィッシュボーンとコイルによる前輪独立懸架、そして軽量化と居住スペース拡大の効果があるモノコック構造の採用であった。これらの特徴は、第二次大戦直前の1938年に出現したドイツの初代オペル・カピテーン（2.5L・直列6気筒）がすべて採用していた内容である。当時、小型車ではともかく、比較的大柄なクラスの欧州車でモノコック構造を採用した事例はカピテーン以外類例に乏しく、独ソ戦の途上において、ドイツ軍スタッフカーとして鹵獲されたカピテーンをソ連側が研究したであろうことは、濃厚に推測しうる。
モノコック構造だけに、木骨構造はおろか代用の木製ボディまでが横行した戦前・戦時モデルと異なり、必然的に全鋼製となった。部位ごとに、最低0.8 mmから最大2.0 mmまでの鋼板を使い分けて、モノコックを構築している。
シャーシレイアウトは、エンジンを前進させてノーズを短縮し、キャビン部分を拡大した近代的なアンダーステア型重量配分で、これも1930年代中期以降のアメリカ車の技術的影響を受けたものであった。直列4気筒エンジン搭載時の重量配分はフロント:リアで51:49と、ほぼ理想的な数値であった。さらに前後サスペンションともレバー式油圧ダンパーを装備した。ワイパーの動力は、それ以前のエンジン負圧によるバキューム式やメーターケーブル連動式でなく、ソ連初の電動式に進歩していた。
基本レイアウトは時代の最先端であったが、一方で在来のフォード系設計を引き継いだトルクチューブ・ドライブ（もっとも、ソ連の悪路や積雪路では駆動系保護という面で、オープンプロペラシャフトより優位ではあった）、当初の3段変速機はまだシンクロメッシュ機構を持たない旧式フロアシフトであるなど、過渡期的な特徴も見られる。
搭載するガソリンエンジンは、GAZの既存トラック・四輪駆動車などからの流用が目論まれた。候補には直列6気筒・2.7L（62hp）と、直列4気筒・2.1 L（50 hp）の2種が挙がったが、6気筒は燃費が悪すぎるため、経済性が重視され、小型の方の4気筒2.1 Lサイドバルブが選ばれた。元は1930年代中期の「ダッジ・D5」用6気筒の設計をベースに4気筒化して開発されたもので、非力だが、在来のGAZ車で使われて実績があった。オペルの手法と完全同一ではないものの、サブフレームにエンジンを架装してモノコックフレームに結合する手法は近似している。自動車におけるモノコック構造普及の初期には、サブフレームの利用が生産性と強度確保の面から有効な手法であった）。
この4気筒エンジンを搭載した、1949年以降の本格量産モデルの最高速度は105 km/hであった。時代水準とボディのクラスに比してややパワー不足で、量産時には低速域の加速を重視したギアセッティングが為されたこともあり、トップスピードの低さは必然的なものであった。

#### スタイリング・デザイン
スタイリングを手掛けたのは、ヴェニアミン・サモイロフ（Veniamin Samoilov）で、当初のデザインモチーフにはオペル・カピテーンの影響も見られたが、最終的には1940年頃のアメリカ車並みのデザイン水準まで進歩した4窓・ファストバックスタイルのセダンとして完成された。ソ連のガラス供給事情の制約から、フロントウインドシールドをセンターに細いピラーの立った平面2分割としたまま、最後まで生産された。
サモイロフの最終デザインまでには、独立フェンダーを排したフルワイズ・フラッシュサイドスタイルのアイデアも他のデザイナーから提出されたというが、実現したのはファストバックスタイルのみであった。大戦中のアメリカからのレンドリースを介し、民生用乗用車生産が戦時中止される1942年型まで続いていたアメリカ車のデザイン革新トレンドが、ソ連にまで伝播していたことが推察される。
完成したM-20は、基本的にはやや鈍重ながら、過激さを抑えたれっきとしたオリジナルデザインで、在来のフォード型GAZや、スターリン記念工場（ZIS）による共産党幹部用リムジンZIS-110（アメリカ車パッカードのプレス型を流用）のようなアメリカ車の単純フルコピーから脱したことは、技術陣の意欲を示すものであった。
M20ポピェーダのデザインは、ほぼ同時期に開発されていたスウェーデンのボルボ・PV444と並び、アメリカの最新鋭デザイントレンドをいち早くキャッチアップした事例と言える。
内装はベージュ、グレー、ブラウン系のパステルカラーとされ、メッキパーツ類は少なめだった。代わりに、随所に新素材であるプラスチックが採用され、内装に柔らかな印象を与えた。

### 生産の蹉跌と大改良
最初の生産型ポピェーダは、公式には1946年6月21日にGAZ工場をラインオフした。しかし、そこからの量産化は容易に進まなかった。1946年末までに完成したポピェーダはわずかに20台ほどで、GAZ工場作業員によるハンドメイド的な方法で辛うじて製作されたものであった。
1947年4月末からようやく量産の道筋がつき始めたが、本格量産には程遠い状態だった。当時のソ連では、進んだ構造のボディパネルを作るに足る、大判の高品質鋼板の供給が得られなかった。また供給された鋼材の60%が品質基準を満たせなかった。
手に入る不十分な鋼板でモノコックボディを構築するため、生産現場は1台あたり20kgものハンダを浪費するなど悪条件に悩まされ、初期ポピェーダの車重は当初設計重量より200kgも超過し、性能は計画より著しく低下した。しかも鋼板の接合箇所が多過ぎ、雨漏りを多々起こすという具合で、品質ははなはだ悪かった。1948年10月の生産停止までに生産できた初期型M20ポピェーダはわずかに700台であった。ついに国家上層部からの指令でM20の製造は一時停止され、工場の責任者は更迭された。
結局開発陣は、346箇所もの改良と生産設備の大改善によって、未完成の度が過ぎたポピェーダを「まともな自動車」に更生させた。
リアのリーフスプリングは強化され、最終減速比は当初の4.7:1から5.125:1へと低速側に振られて、加速性能を改善した。新型キャブレターをはじめとするエンジンチューニングの改善が図られ、当時のソ連で多く供給されていた66オクタンの低グレードガソリンにも十分耐えられるようにされた。
ロシアの気候を考慮して、ヒーターシステムにも改善が加えられた。特記すべき点として前面窓の凍結を防ぐデフロスター・ダクトが装備されたが、これはアメリカ車の一部にも装備が始まって間もないシステムで、ロシアの酷寒を乗り切るために大いに役立つ機能となった。変わったところではリアシート座面が5 cm低くなったが、これは制服（軍服）を着用した軍人の乗車のため、天井の実質高さを稼ぐ手段だった。共産圏諸国の軍隊で多用される、権力の象徴のような大型制帽を着用したまま乗車できるようにしたのである（帽子着用が天井高さを規定したという点ではシトロエン・2CVとも共通するが、2CVは農民の礼装に際しての着帽を想定し、ポピェーダは権力層たる軍人の着帽を想定したもので、背景は対極である）。

### 量産化達成と以降の改良
改良されたM20ポピェーダは、紆余曲折はあれども量産体制を整えたGAZで1949年11月からようやく本格的な量産が始められた（Wikipedia英語版による。Wikipediaロシア語版によれば、1948年から1949年にかけてポピェーダ生産のための試行錯誤や改良進展があった模様だが、同時に、関係記録が錯綜して厳密な時期に関するさまざまな説が生じていることが示される）。1949年、M20とその開発陣は、M20の開発成功を評価されてスターリン国家賞を受賞した。
以後はGAZ-M1などの戦前モデルに代わるGAZの主力乗用車として供給された。用途の多くは政府当局と共産党関係の各種公用車で、また第二次大戦後に親ソ連の共産政権が樹立された東欧・アジアの同盟国にも輸出された。1950年代には北欧・西欧にも若干が輸出され、アメリカ合衆国に渡った個体もあったという。
生産が軌道に乗ってからも改良は徐々に進められ、1950年にコラムシフトと3速シンクロメッシュ・ギアボックスを導入して変速操作を大幅改善、1952年にはエンジンチューニングの改良で出力を52 hpに強化した。1955年のM20Bではさらに55 hpにパワーアップ、ラジエーターグリルなど内外装の変更も進められたほか、ラジオも搭載されるようになった。
通常型セダン以外の派生型としては、1953年まで生産されたカブリオレやコンバーチブルがあり、またタクシー用にも供給された。バンモデルも存在した。
ライセンス生産版としてはポーランド生産のFSO「ワルシャワ」が代表である（22年間にわたり、途中でノッチバックスタイルへの改良を経ながらGAZを超える25万台以上を生産した）が、他にも共産圏での小規模なノックダウン生産事例があり、その中には北朝鮮での事例も含まれている。
ソ連製ポピェーダの累計生産台数は、23万5,999台に達した（このうちタクシー仕様が37,492台、コンバーチブルが14,222台など、派生仕様が含まれる）。その品質や性能という点では同時代の西欧の自動車を凌駕するものではなかったにせよ、1950年代のソ連と東側諸国の需要に広く応え得る実用性を確保し、十分とは言い難いが相当量の供給を実現したことは、「勝利者」の愛称に恥じない実績となった。
ポピェーダの後継モデルは、1958年発表のGAZ M21ヴォルガである。

### 派生型

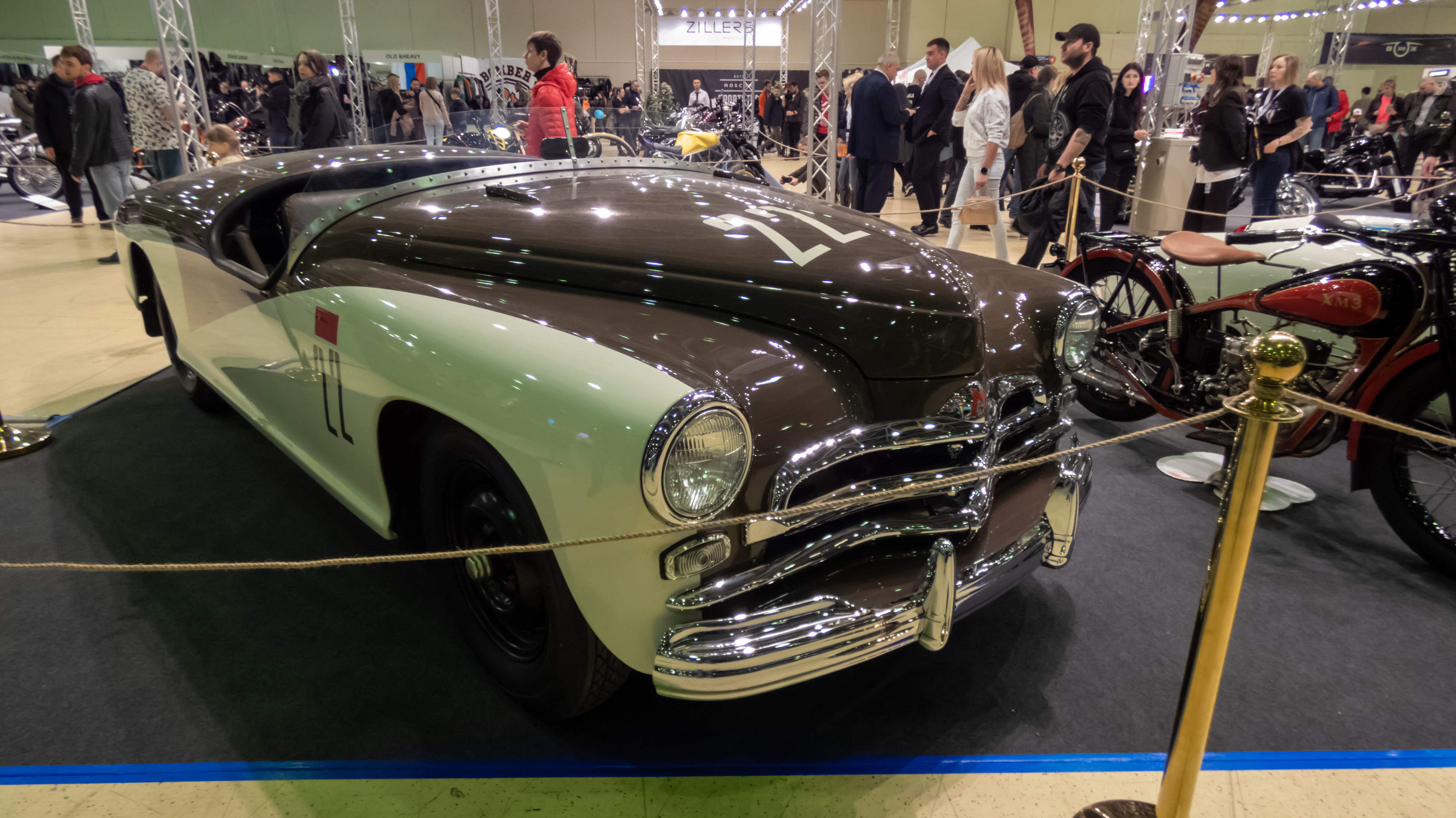
オートレース版

#### M20G（KGB仕様）
KGB向けの限定バリエーションとして、公用ハイパフォーマンスモデル「M20G」がごく少数製造された。ポピェーダのボディに、同時期のGAZ乗用車上級モデル「M12・ZIM」用3485cc・直列6気筒を搭載、140 km/hのトップスピードを達成した。加速力の向上は凄まじく、通常型ポピェーダが0 - 60マイル加速に34秒を要したのに対し、M20Gは半分以下の16秒であった。もっとも、重い6気筒エンジンをノーズに押し込んだことでドライバビリティは悪化した。